# Gertrud-Luckner-Gewerbeschule Freiburg
Die Gertrud-Luckner-Gewerbeschule in Freiburg ist eine der acht beruflichen Schulen der Stadt. Sie hat mehr als 1800 Schüler, die sowohl in verschiedenen Fachbereichen als auch in unterschiedlichen Schularten bis zur Hochschulreife ausgebildet werden. Dazu werden zwei Gebäudekomplexe genutzt, zum einen das denkmalgeschützte Gebäude von 1905 in der Kirchstraße mit allen Angeboten des zweiten Bildungsweges und der Ausbildung für die zahnmedizinischen Fachangestellten und der moderne Komplex in der Bissierstraße mit allen anderen Angeboten.

## Angebote
- Im  Bereich Nahrung die Ausbildung für Bäcker
- der Drucker und Mediengestalter Digital und Print
- das Berufsfeld der Fotografie mit den Berufen Fotograf, Fotomedienlaborant und Fotolaborant
- der Friseurberuf im Bereich der Körperpflege
- aus dem Bereich der Gesundheit zahnmedizinische Fachangestellte und Augenoptiker
- Konditor und Fleischer inklusive der zugehörigen Fachverkäufer
- mit den Berufsfeldern Maßschneider, Modist, Modenäher und Modeschneider wird die Textiltechnik und Bekleidung abgedeckt

Hinzu kommen als Schularten das Berufseinstiegsjahr, die einjährige Berufsfachschule, die Meisterschule für das Nahrungsmittelhandwerk sowie für den zweiten Bildungsweg die Berufsaufbauschule, das Berufskolleg Fachhochschulreife, die Technische Oberschule. Außerdem wird ein zweijähriges Berufskolleg für Foto/Medientechnische Assistenten und ein dreijähriges Berufskolleg Grafik/Design angeboten.

## Geschichte

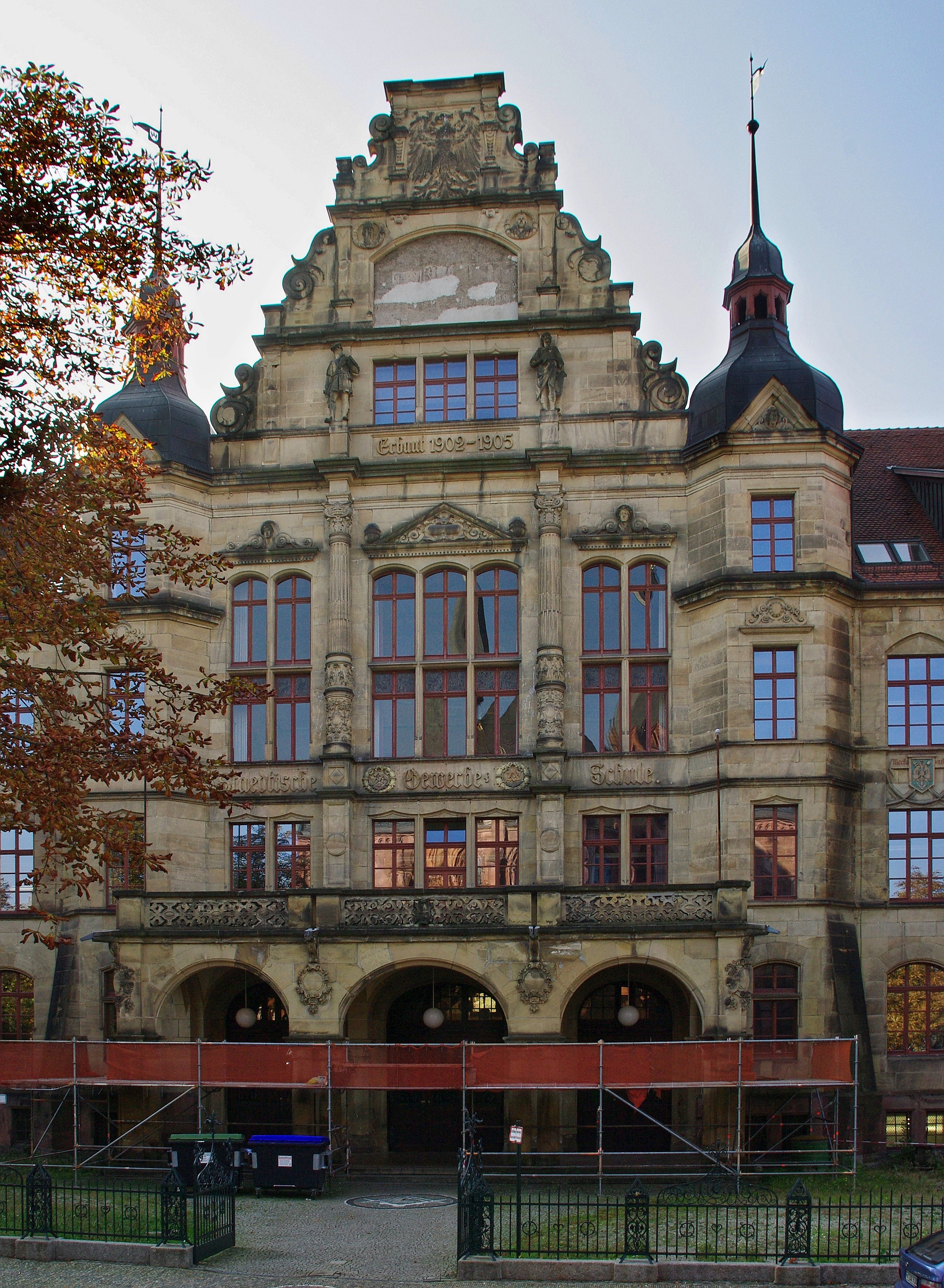
Altes Gebäude in der Kirchstraße

Die Schulbetrieb wurde im August des Jahres 1905 in dem jetzt denkmalgeschützten Gebäude aufgenommen. Geplant wurde das Gebäude von den Stadtbaumeistern Rudolf Thoma und Matthias Stammnitz. Es ist ein Gebäude im Stile des Späthistorismus der die Elemente der Gotik und der Renaissance in sich vereinte. Der graugelbe Sandsteinbau nach dem Vorbild des Aschaffenburger Schlosses Johannisburg wurde in den Jahren 1902 bis 1905 errichtet. Auffallend sind die vielen Skulpturen und Mosaikgemälde die von Julius Seitz, seinen Schülern August Müssle, Theodor Hengst, Ferdinand Kohl und Louis Granget sowie von Friedrich Meinecke stammen. Diese zeigen Bildnisse der meisten Handwerksberufe. An dem Bau haben sich sehr viele Freiburger Handwerksbetriebe beteiligt. Über zwei Fenstern auf dem linken Seitenflügel befindet sich ein Reliefbildnis des Münsterbaumeisters Hans Böringer, das von August Müssle geschaffen wurde. Das badische Wappen am Giebel stammt ebenso von Julius Seitz, wie am Hauptgiebel des Mittelbaus die Figuren von Meister und Geselle des Bauhandwerks aus der Renaissancezeit. Als Erkerkonsole schuf Seitz ein Porträt von Stammnitz.
Bei der Einweihung entsprachen die Schulräume und Werkstätten dem aktuellen Stand der Technik. Zu Beginn des Ersten Weltkriegs war die Schule die Mobilmachungskaserne und in den Jahren nach dem Zweiten Weltkrieg von 1945 bis 1955 der Sitz des französischen Armeekommandos. In den Jahren 1926 bis 1935 waren hier auch die technischen Anlagen des ersten Freiburger Rundfunksenders untergebracht. Der Nachfolger ist heute der Sender Freiburg-Lehen im Ortsteil Lehen.
In  den 1980er Jahren wurde eine Generalsanierung nötig, da sowohl der Nutzung als Schule als auch die Kriege ihre Spuren hinterlassen hatten. Es gelang, die Schule zum „Kulturdenkmal mit besonderer Bedeutung“ zu deklarieren und somit den Abriss zu verhindern: In einer mehrjährigen Sanierung wurden die Schäden beseitigt. In diesem Rahmen erfolgte 1987 auch die Umbenennung in „Gertrud-Luckner-Gewerbeschule“ nach der 1979 zur Ehrenbürgerin Freiburgs ernannten Gertrud Luckner. Die Sanierungen setzen sich bis in die heutigen Tage fort; so wurde zum Beispiel von 1996 bis 2003 der Innenbereich umgestaltet.
Auch kam in den 1980er Jahren der Neubau in der Bissierstraße hinzu, der heute auch die Verwaltung und das Direktorat beherbergt.